# Maserati Racing
Der Maserati Racing ist ein Straßensportwagen des Automobilherstellers Maserati, der 1991 und 1992 in Italien verkauft wurde. Der nur als Coupé angebotene Racing gehörte zu Maseratis Biturbo-Familie. Er unterschied sich von den übrigen Biturbo-Modellen durch eine überarbeitete Antriebs- und Fahrwerkstechnik. Er gilt als Bindeglied zwischen den klassischen Biturbo-Modellen der 1980er-Jahre und dem 1992 vorgestellten Ghibli, der zum Standardmodell der 1990er-Jahre wurde.

## Entstehungsgeschichte
Nachdem der argentinische Geschäftsmann Alejandro De Tomaso den zu dieser Zeit zahlungsunfähigen Sportwagenhersteller Maserati im Sommer 1975 von Citroën übernommen hatte, richtete er das Unternehmen neu aus. Anstelle exklusiver, hochpreisiger Sportwagen, die nur in begrenzter Stückzahl verkauft werden konnten, sollte Maserati zu einem Großserienhersteller werden. Damit verbunden war die Entwicklung eines kleineren, preiswert herzustellenden Modells. Daraus entstand der Maserati Biturbo, ein kompaktes Stufenheckcoupé, das ab 1981 angeboten wurde und ähnliche Dimensionen hatte wie der BMW E30. Die standardisierte Karosserie hatte Pierangelo Andreani entworfen. Sie folgte strukturell Giorgetto Giugiaros Konzeptfahrzeug Maserati Medici und zeigte deshalb Ähnlichkeiten zu Maseratis Oberklassenlimousine Quattroporte. Angetrieben wurde der Biturbo von einem Sechszylindermotor, dessen Hubraum im Hinblick auf die italienische Steuergesetzgebung weniger als 2,0 Liter betrug. Er basierte auf dem gleich großen Saugmotor des Mittelmotorsportwagens Merak, war aber stark überarbeitet worden und hier mit zwei Turboladern ausgerüstet. Der Biturbo ersetzte ab 1982 mit Ausnahme des Quattroporte alle bisherigen Sportwagen Maseratis. Er war zunächst sehr erfolgreich; 1983 hatte sich Maseratis Absatz im Vergleich zu 1981 verzehnfacht. Allerdings zeigten sich bald technische Probleme im Motorumfeld, durch die der Absatz Mitte der 1980er-Jahre ständig zurückging, zuletzt auf 2000 bis 3000 Exemplare im Jahr.
Maserati entwickelte aus dem Biturbo im Laufe der Jahre eine breit aufgestellte Modellfamilie, zu der Coupés mit regulärer Karosserie, Cabriolets und Coupés mit verkürztem sowie Coupés und Limousinen mit verlängertem Radstand gehörten. Vor allem aber präsentierte das Unternehmen nahezu jährlich neue Motorvarianten, die sich in Hubraum, Gemischaufbereitung und Anzahl der Ventile voneinander unterschieden und verschiedene Leistungsstufen erreichten. Daraus resultierten auch regelmäßig neue Modellbezeichnungen. Es handelte sich um verwirrende bzw. „verzweifelte“ Versuche, durch immer neue Modelle das Interesse der Kunden an der Marke Maserati und an der Modellfamilie zu erhalten.
Der Ende 1990 vorgestellte Racing entstand in der Spätphase dieser Ära. Seit 1988 war der Maserati 222 das Standardmodell des Unternehmens. Er hatte einen 2,0-Liter-Motor mit 220 PS (162 kW). Bei der Exportversion 222 E war der Hubraum bei annähernd gleicher Motorleistung auf 2,8 Liter vergrößert worden. Parallel dazu bot Maserati von 1988 bis 1992 eine besonders sportliche Version des 2,0-Liter-Modells an, die die Bezeichnung 2.24 v trug. Sie hatte vier Ventile pro Zylinder sowie geänderte Turbolader und leistete 245 PS (180 kW). Aus dem 2.24v entwickelte Maserati 1990 den Racing, dessen Motor eine nochmals um 40 PS höhere Leistung hatte. In der Presse wurde der Racing deshalb als „Hochleistungsversion der Hochleistungsversion“ verspottet. Ungeachtet seines Namens war der Racing nicht originär für den Rennsport vorgesehen, sondern hatte eine Straßenzulassung. Seine Antriebstechnik wurde zur Grundlage für den 1992 vorgestellten Ghibli.

## Technik

### Motor

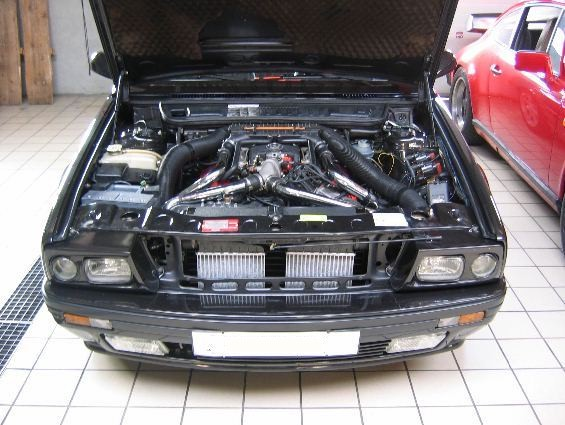
Motorraum des Maserati Racing

Der Motorblock des Racing bestand wie bei allen Biturbo-Modellen aus Aluminiumguss. Es war ein V6-Motor mit einem Bankwinkel von 90 Grad. Der Hubraum belief sich auf 1996 cm³. Wie beim 2.24v hatte der Motor vier obenliegende Nockenwellen – zwei für jede Zylinderreihe – und vier Ventile pro Zylinder. Die Motorleistung des Racing betrug 283 PS (208 kW), die Literleistung 141,5 PS. Damit war der Maserati Racing bei seiner Vorstellung das Serienauto mit der weltweit höchsten Literleistung. Der Leistungsanstieg wurde durch verschiedene Änderungen in der Motorkonstruktion erreicht:
- Der Racing hatte neu geformte Kolben, die nicht mehr – wie bisher – gegossen, sondern geschmiedet waren, und neu konstruierte, leichtere Pleuel,
- die Brennräume hatten eine neu gestaltete Form,
- die Nockenwellen wurden überarbeitet,
- die Ventile waren mit Natrium gekühlt,
- Maserati setzte neu entwickelte Turbolader von IHI ein und
- das elektronische Motormanagement wurde überarbeitet.

Der Maserati Racing war nicht mit einem Abgaskatalysator ausgerüstet.
Die Kraftübertragung übernahm ein handgeschaltetes Fünfganggetriebe von Getrag, das ein Jahr zuvor beim 2.24v erstmals zum Einsatz gekommen war. Es trat an die Stelle des früher verwendeten Fünfganggetriebes von ZF, das mit dem Motor nicht harmonierte.

### Fahrwerk
Alle Räder des Maserati Racing waren einzeln aufgehängt. Vorn kamen MacPherson-Federbeine mit Stabilisatoren und Schraubenfedern zum Einsatz, hinten Längslenker. Das Fahrwerk wurde elektronisch gesteuert. Für den Racing entwickelte Maserati zusammen mit Koni eine neue „Elektronische Aktive Radaufhängung“,
durch die jeder Stoßdämpfer individuell eingestellt werden konnte. Die Scheibenbremsen waren größer dimensioniert als in den schwächer motorisierten Modellen. Ein Antiblockiersystem wurde nicht angeboten.

### Karosserie
Die Karosserie des Maserati Racing entstand bei dem zum De-Tomaso-Konzern gehörenden Karosseriewerk Innocenti. Der Racing wurde nur als zweitüriges Stufenheckcoupé angeboten. Sein Aufbau entsprach weitestgehend den übrigen Biturbo-Coupés. Stilistisch übernahm sie die Designdetails der zeitgenössischen Maserati-Modelle. Dazu gehörten ein abgerundeter Kühlergrill und eine Scheinwerferkombination aus runden und eckigen Leuchten, die ein Jahr vorher beim Achtzylindermodell Shamal eingeführt worden war. Über den Scheibenwischern befand sich ein Windabweiser. Hinten war ein großer Heckspoiler angebracht, der über den gesamten Kofferraumdeckel ging. Die Rückleuchten waren abgedunkelt. Stilistisch entsprach das Fahrzeugheck dem des Maserati 2.24v.

## Fahrleistungen
Die Höchstgeschwindigkeit wurde werksseitig mit 256 km/h angegeben. Von 0 auf 100 km/h beschleunigte der Maserati Racing in 5,9 Sekunden.

## Produktion
Von 1990 bis 1991 produzierte Maserati insgesamt 230 Exemplare des Racing. Er war wie alle Zweiliter-Versionen des Biturbo dem italienischen Markt vorbehalten. Dort wurde er für 75.285.000 Lire angeboten. Der Abverkauf dauerte bis 1992.